# Macrothyma sanguinolenta
Macrothyma sanguinolenta är en fjärilsart som beskrevs av Diakonoff 1941. Macrothyma sanguinolenta ingår i släktet Macrothyma och familjen vecklare. Inga underarter finns listade i Catalogue of Life.